# 서울양재초등학교
서울양재초등학교는 대한민국 서울특별시 서초구 양재동에 있는 공립 초등학교이다.

## 학교 연혁
- 1984년 10월 24일 서울양재국민학교 개교(17학급)
- 1990년 10월 23일 3개 교실 증축 준공
- 1994년 10월 28일 우암국민학교(476명) 분리 이관
- 1995년 12월 6일 급식실 개관
- 1996년 3월 1일 현재 교명으로 변경
- 1996년 7월 9일 도서실 개관
- 2003년 12월 29일 학교 공원화 사업 준공
- 2006년 4월 10일 영어체험실 개관
- 2006년 8월 18일 교실 바닥 교체, 3층 복도창호 교체
- 2006년 8월 25일 도서실 리모델링 개관
- 2007년 9월 5일 복도 외부창호 교체(1,2층 일부)
- 2008년 9월 7일 화장실 개선 공사
- 2008년 9월 29일 운동장 스탠드 지붕(캐노피) 공사
- 2009년 2월 27일 장애인 편의시설(승강기) 공사
- 2010년 2월 3일 서울양재초등학교 그린스쿨 사업 준공
- 2010년 5월 18일 초등돌봄교실 개관(행복 꿈터 돌봄방)
- 2010년 6월 18일 컴퓨터 개선(컴퓨터 41대 및 책상 구입)
- 2010년 10월 12일 학교 건물 중앙 시계 설치
- 2011년 7월 29일 다목적 강당 준공
- 2011년 8월 23일 수해로 인한 운동장 정비 공사
- 2012년 3월 7일 운동장 조합놀이대 설치
- 2012년 4월 17일 초등돌봄교실 개관(사랑 꿈터 돌봄방)
- 2012년 8월 20일 아리수 음수대 교체
- 2012년 8월 30일 어울림관 증축공사 준공
- 2012년 9월 11일 도서관 확장 이전
- 2012년 10월 24일 교명석 설치
- 2012년 11월 3일 솔쉼터 마련 및 벽화그리기
- 2012년 12월 29일 변전실 공사
- 2013년 2월 6일 어울림관 개관
- 2013년 6월 30일 쓰레기 분리수거장 조성
- 2013년 9월 25일 정문 보안관실 설치
- 2013년 9월 30일 정문 이전 및 푸르미 텃밭 조성
- 2013년 11월 15일 후문 차량인식 차단기 설치
- 2014년 2월 28일 초등돌봄교실 개관(희망꿈터)
- 2014년 7월 14일 어울림관 강당 LED 조명 교체
- 2015년 3월 3일 양재 통학버스 운행
- 2015년 9월 2일 학교시설 개선(스탠드) 사업 준공식
- 2015년 10월 20일 양재 자람축제 개최
- 2016년 8월 24일 운동장 트랙라인 및 전통 놀이터 설치
- 2016년 9월 30일 양재 가족 한마당 개최
- 2019년 3월 4일 제11대 박승란 교장 취임
- 2024년 10월 24일 개교 40주년

## 참고 자료
- 서울양재초등학교 - 한국교육학술정보원 학교알리미